# 福長浅雄
福長 浅雄（ふくなが あさお、1893年（明治26年）1月1日 - 1980年（昭和55年）8月）は、日本の航空黎明期の飛行士・航空機研究者。日本初の国産旅客機「天竜10号」を開発したことで知られる。郷里に近い天竜川河口部の静岡県磐田郡掛塚町（現在の磐田市）に福長飛行機研究所（福長飛行機製作所）を設立、飛行場を附設し、将来の航空輸送事業を構想して飛行士の養成を行った。

## 生涯

### 生い立ち
静岡県長上郡飯田村三郎五郎新田（現在の浜松市中央区大塚町）において、小作農の父の利七と母「さく」の間に生まれる。
少年時代より空への関心が高かったという。飯田村立西大塚尋常小学校（現在の浜松市立飯田小学校）を経て、1906年（明治39年）に中ノ町高等小学校（現在の浜松市立中ノ町小学校）を卒業。兄の市松と松之進が勤めている製材所「天竜木材会社」に就職した。3年後、福長兄弟は関西に出て、兵庫県川辺郡川西村（現在の川西市）に製材場を構えた（「父とともに」営んだともある）。当時、浅雄は16歳であった。遠州地方では機械製材が定着していたのに対して、関西ではまだ鋸引きが主流であったといい、ドイツ製の製材機械を導入した製材所は成功したという。また、福長兄弟は、近所に住んでいた団琢磨の知遇を得た。

### 空へ
1910年（明治43年）末、徳川好敏大尉が日本人初の飛行を行ったという報道に接し、また翌1911年（明治44年）に所沢陸軍飛行場が完成して徳川が飛行機を組み立てていると聞くと、浅雄は製材所を兄たちに任せ、所沢の徳川のもとに「押しかけ」て助手（無給）にしてもらった。
1916年（大正5年）に日本飛行学校に第一期生として入学、1917年（大正6年）にブレリオ型飛行機を購入して組み立て「天竜1号」と名付けたが、エンジンの力が弱く飛行できなかった。1918年（大正7年）にはグレゴアシップ型を購入して初飛行に成功したが、着陸に失敗して損壊した。磐田市立図書館や泉秀樹によれば、1918年（大正7年）に伊藤音次郎に弟子入りし、飛行技術を習得したとある。こうしたなかで浅雄は、航空機の製造や定期航空便の運航を事業にしたいと考えるようになる。
1918年（大正7年）7月1日、「天竜3号」で郷土訪問飛行を行い、磐田郡掛塚町（現在の磐田市掛塚町）の天竜川の河原に着陸した。当時の『静岡民報』は、4万人の観衆が集まったと伝える。

### 福長飛行機研究所（福長飛行機製作所）
1919年（大正8年）5月、浅雄は磐田郡掛塚町の天竜川左岸河川敷に「福長飛行機研究所」を設立。約4.3平方kmの福長飛行場（滑走路500m）を付設した。弟の四郎・五郎とともに航空機の製作事業にあたった（磐田市立図書館によれば、四郎・五郎が教官を務め、浅雄は飛行機の製作に専念したとある）。地元有力者の支援を取り付け、1921年（大正10年）10月10日、研究所を会社組織として「株式会社福長飛行機製作所」を設立した。また、将来の定期航空便運行を目指して飛行士の養成を始めた。飛行練習生として根岸錦蔵、鳥居清次、今井小松らが集まった。
1922年（大正11年）10月、6人乗り旅客機「天竜10号」を完成させた。イタリア製エンジン（300馬力）を搭載した複葉機で、最初の国産旅客機である。「天竜10号」で旅客輸送事業を行うことを航空局に申請したが、旅客輸送に関する法律が未整備であったこともあり、認可されなかった。1923年（大正12年）の関東大震災に際しては、福長の弟・四郎が「天竜7号」を操縦し、公文書・信書の伝達や物資の輸送などに活躍した。この1923年（大正12年）には帝国飛行協会より表彰されている。
しかし、軍と協力関係にあった三菱重工業や中島飛行機と異なり、個人レベルの民間事業であった浅雄には、航空事業に必要な資金も続かなかった。1928年（昭和3年）、天竜川の改修工事にともなって製作所は閉鎖され、浜松市の三方ヶ原に移転して「浜松飛行機製作所」となった。浜松飛行機製作所は第二次世界大戦終戦まで存続し、軍用機や新聞社機等の修理を行っていた。

### 後半生
浅雄は航空事業から手を引いて会社経営に携わった。後半生、浅雄は航空機事業について自分からは語ることがなかったという。1980年（昭和55年）死去。

## 記念と顕彰
浅雄の没後、「福長浅雄顕彰委員会」が発足し、その業績の顕彰に当たっている。
浜松市立飯田小学校はウェブサイトのヘッダーに「浜松市立飯田小学校は、日本初の旅客機「天竜10号」を製作した福長浅雄さんの母校です。」の文言を掲げる。同校の正門前には、「日本最初の旅客機」と題した福長の顕彰碑（1981年、福長浅雄顕彰委員会建立）や「天竜10号」のブロンズ製モニュメントがあり、同校内「福長コーナー」には「天竜3号」のプロペラ実物や模型などが展示されている。